# Bracon pauldimaurai
Bracon pauldimaurai (лат.) — вид паразитических наездников рода Bracon из семейства браконид. Эндемик Коста-Рики. Назван в честь  Paul Dimaura из Бостона, штат Массачусетс, за его десятилетнюю поддержку Пенсильванского университета.

## Описание
Длина тела около 4 мм. Основная окраска жёлтая (брюшко снизу, ноги), буровато-чёрная (часть головы, груди и верх брюшка), усики чёрные.
Этот вид можно морфологически отличить от своего ближайшего соседа по BIN-индексу по тому, что у него большие части мезоскутума и мезепимерона коричневого цвета (по сравнению с полностью чёрным). Выделение вида произведено на основании молекулярного баркодирования последовательности нуклеотидов по цитохром оксидазе COI. Биология неизвестна. Предположительно, как и другие виды рода может паразитировать на гусеницах разных видов бабочек в качестве эктопаразитоида. Вид был впервые описан в 2021 году американским гименоптерологом Michael J. Sharkey (The Hymenoptera Institute, Redlands, США) по типовым материалам из Коста-Рики.